# Stará a Nová řeka
Stará a Nová řeka je národní přírodní rezervace v katastrálním území Holičky u Staré Hlíny, Stříbřec, Majdalena a Hamr (okres Jindřichův Hradec). Oblast spravuje AOPK ČR Správa CHKO Třeboňsko. Stará řeka a Nová řeka jsou též součásti kulturní památky Rožmberská rybniční soustava.
Důvodem ochrany jsou přirozené lesní porosty, mokřady a populace vzácných a ohrožených druhů živočichů klínatky rohaté (Ophiogomphus cecilia), páchníka hnědého (Osmoderma eremita), tesaříka obrovského (Cerambyx cerdo) a kuňky obecné (Bombina bombina) včetně jejich biotopů.

## Flora
Roste zde hlavně blatouch bahenní (Caltha palustris), bledule jarní (Leucojum vernum), ďáblík bahenní (Calla palustris). Mezi vzácné rostliny, které se v rezervaci vyskytují, patří žebratka bahenní (Hottonia palustris), puštička rozprostřená (Lindernia procumbens), kosatec žlutý (Iris pseudacorus) nebo leknín bělostný (Nymphaea candida). Na jihu se vyskytují vzácné porosty statných dubů.

## Fauna
Bezobratlí živočichové jsou zastoupeni vzácnými druhy brouků, jako jsou například tesařík obrovský (Cerambyx cerdo Linné) nebo páchník hnědý (Osmoderma barnabita). Mezi hojné druhy patří bělopásek tavolníkový (Neptis rivularis) nebo pavouk lovčík vodní (Dolomedes fimbriatus).
V močálech se vyskytují některé druhy ptáků jako chřástal vodní (Rallus aquaticus), chřástal kropenatý (Porzana porzana) nebo bekasina otavní (Gallinago gallinago), je zde také ledňáček říční (Alcedo atthis), který hnízdí na břehu Lužnice nebo ptáci hnízdící v lesích jako čáp černý (Ciconia nigra), orel mořský (Haliaeetus albicilla) nebo jestřáb lesní (Astur gentilis). Nejdůležitější savec v této rezervaci je vydra říční (Lutra lutra).